# American Division
La American Division della National Hockey League fu fondata nel 1926, quando la lega scelse di suddividere le proprie squadre in due divisioni separate. La Division andò avanti per 12 stagioni fino al 1938, quando le franchigie definite Original Six tornarono a riunirsi in un unico raggruppamento.

## Campioni di Division
- 1926-27 -  New York Rangers (25-13-6, 56 pt.)
- 1927-28 -  Boston Bruins (20-13-11, 51 pt.)
- 1928-29 -  Boston Bruins (26-13-5, 57 pt.)
- 1929-30 -  Boston Bruins (38-5-1, 77 pt.)
- 1930-31 -  Boston Bruins (28-10-6, 62 pt.)
- 1931-32 -  New York Rangers (23-17-8, 54 pt.)
- 1932-33 -  Boston Bruins (25-15-8, 58 pt.)
- 1933-34 -  Detroit Red Wings (24-14-10, 58 pt.)
- 1934-35 -  Boston Bruins (26-16-6, 58 pt.)
- 1935-36 -  Detroit Red Wings (24-16-8, 56 pt.)
- 1936-37 -  Detroit Red Wings (25-14-9, 59 pt.)
- 1937-38 -  Boston Bruins (30-11-7, 67 pt.)

## Vincitori della Stanley Cup prodotti
- 1927-28 -  New York Rangers
- 1928-29 -  Boston Bruins
- 1932-33 -  New York Rangers
- 1933-34 -  Chicago Blackhawks
- 1935-36 -  Detroit Red Wings
- 1936-37 -  Detroit Red Wings
- 1937-38 -  Chicago Blackhawks

## Vittorie della Division per squadra
| Squadra           | Titoli vinti | Ultima vittoria |
| ----------------- | ------------ | --------------- |
| Boston Bruins     | 7            | 1938            |
| Detroit Red Wings | 3            | 1937            |
| New York Rangers  | 2            | 1932            |